# Sao Tomé en Principe op de Olympische Jeugdzomerspelen 2010
Sao Tomé en Principe nam deel aan de Olympische Jeugdzomerspelen 2010 in Singapore, de eerste editie van de Olympische Jeugdspelen.

## Deelnemers en resultaten
(m) = mannen, (v) = vrouwen 

### Atletiek
| Olympiër                 | Discipline | Resultaat | Prestatie                                     |
| ------------------------ | ---------- | --------- | --------------------------------------------- |
| Ailton da Costa Oliveira | 100 m (m)  | 1e ronde  | 1R serie 1: 12,11 (7e) D-finale: niet gestart |

### Kanovaren
| Olympiër                           | Discipline    | Resultaat | Prestatie |
| ---------------------------------- | ------------- | --------- | --- |
| Vanderley Cabral de Assunção Silva | K1 slalom (m) | dnf       | tijdkwalificatie: niet gefinisht |
| Vanderley Cabral de Assunção Silva | K1 sprint (m) | 18e       | tijdkwalificatie: 1.45,22 (19e) 1R: 1.42,15; verloor van ESP Inigo Garcia (1.33,27) 2R: 1.44,31; verloor van RSA Luke Stowman (1.40,35)        |
|                                    |               |           | |
| Genanilze Almeida Soares de Ceita  | K1 slalom (v) | 23e       | tijdkwalificatie: 2.11,99 (33e) 1R: 2.11,50; verloor van SLO Ajda Novak (1.39,14) 2R: 2.40,07; verloor van BLR Aliaksandra Hryshyna (1.54,01)  |
| Genanilze Almeida Soares de Ceita  | K1 sprint (v) | 18e       | tijdkwalificatie: 2.13,88 (19e) 1R: 2.19,89; verloor van RUS Natalia Podolskaya (1.41,22) 2R: 2.15,21; verloor van DEN Ida Villumsen (1.47,31) |

### Taekwondo
| Olympiër                  | Discipline    | Resultaat | Prestatie                                        |
| ------------------------- | ------------- | --------- | ------------------------------------------------ |
| Sara Neves Bolivar Moreno | tot 55 kg (v) | 1e ronde  | 1R: verloor van VIE Thanh Thao Nguyen (knockout) |